# L.H. Bramsen
Lauritz Hansen Bramsen (født 26. juni 1858 i Sønder Stenderup, død 19. april 1937) var en dansk proprietær og politiker. Han var medlem Folketinget for Højre fra 1910 til 1913.

## Familie
Bramsen var søn Christian Christoffersen Bramsen som ejede gården Lauritzsminde på 14 tønder hartkorn i Sønder Stenderup Sogn sydøst for Kolding. Han var gift med Cornelia Emilie Olsen (1861–1939) og far til lægen og missionæren Anna Bramsen (1886-1962).

## Liv og politik
Bramsen blev uddannet inden for landbruget og overtog Lauritzsminde fra sin far 1885. Han var medlem af sognerådet i Sønder Stenderup Kommune i omkring 13 år og var sognerådsformand i flere år. Han blev kirkeværge i 1910. Bramsens søn Christian Bramsen købte Lauritzminde i 1924.
Han stillede op til Folketinget for Højre i Vonsildkredsen ved folketingsvalget i 1909, men tabte til gårdejer Anders Jessen fra Venstrereformpartiet som havde været kredsens medlem af Folketinget siden valget i 1898. Ved folketingsvalget i 1910 stillede Jessen ikke op, og Bramsen vandt akkurat med 15 flere stemmer end gårdejer Rasmus Hansen-Stavnsbjerg fra Venstre. Dagen efter at det nyvalgte Folketing var trådt sammen, dannede Bramsen sammen 5 andre Højre-medlemmer en ny partigruppe kaldet Det moderate Højre.
Ved folketingsvalget i 1913 tabte Bramsen til Rasmus Hansen-Stavnsbjerg. Bramsen stillede derefter op ved et suppleringsvalg til Landstinget i 10. Landstingskreds som blev afholdt efter Christian Ravns død, men tabte valget til Niels Jensen-Toustrup. Han stillede ikke igen til Folke- eller Landstinget.